# Орел (село)
Вижте пояснителната страница за други значения на Орел.
Орел (на македонска литературна норма: Орел) e село в североизточната част на Северна Македония, част от община Свети Никола.

## География
Селото е разположено на 8 километра северно от град Свети Никола в южните склонове на планината Манговица.

## История
В XIX век Орел е село в Кратовска каза на Османската империя. Църквата „Свети Георги“ е от XIX век и не е изписана. Иконите са дело на кратовски зограф.
През 1900 година според статистиката на Васил Кънчов („Македония. Етнография и статистика“) село Орел брои 98 българи християни и 125 турци.
Всички християнски жители на селото са под върховенството на Българската екзархия. Според статистиката на секретаря на Българската екзархия Димитър Мишев („La Macédoine et sa Population Chrétienne“) в 1905 година християнското население на Орал (Oral) се състои от 400 българи екзархисти.
При избухването на Балканската война в 1912 година 3 души от Орел са доброволци в Македоно-одринското опълчение. По време на войната, като отмъщение за отвличането на мома от Неманци от Усеин ефенди от Орел, както и за убийства, 18-20 турски деца и жени от Орел са хвърлени живи в бунар.
След Междусъюзническата война в 1913 година селото попада в Сърбия.
По време на българското управление на Вардарска Македония през Първата световна война Орел е част от Барбаревска община в Светиниколска околия на Щипски окръг и има 196 жители.
На етническата си карта от 1927 година Леонард Шулце Йена показва Орал (Oral) като българско християнско село.
В 1994 година селото има 63, а в 2002 година – 45 жители.

## Личности
Родени в Орел
- Петър Орелски, български революционер, деец на ВМРО[9]